# صفد (روستا)
صفد (در عربی: اَلصَفَد) روستای کوچکی از توابع شهر دبا الفجیره در نوار ساحلی کرانهٔ
دریای عمان از توابع امارت فجیره از امارات هفتگانه دولت امارات متحده عربی واقع شده‌است.

## جمعیت
جمعیت روستا در حدود ۱۸۹ نفر (۲۰ خانوار) می‌باشند که از اهل سنت و مالکی مذهب هستند.